# オフィシーヌ・ユニヴェルセル・ビュリー
オフィシーヌ・ユニヴェルセル・ビュリー（仏: L'Officine Universelle Buly）とは、フランスパリ6区サン＝ジェルマン＝デ＝プレボナパルト通り6番地に本店を構える、1803年創業の香水、基礎化粧品を取り揃えた総合美容薬局である。
ブランドの休止などを経て、2014年、アートディレクターのラムダン・トゥアミと美容専門家のヴィクトワール・ドゥ・タイヤック（Victoire de Taillac）夫妻によってリブランド、復刻オープンされた。

## 歴史
調香師ジャン＝ヴァンサン・ビュリーが18世紀後半から香粧品の開発に着手し、1803年、パリのサントノーレ通りにオフィシーヌ・ユニヴェルセル1号店を構える。
当時、香りの開発技術は秘伝中の秘伝とされ、香水は限られた人間しか持つことができないものだった。バラを愛したジョゼフィーヌ・ド・ボアルネ（フランス皇帝ナポレオン・ボナパルトの最初の妻）が新種の花を輸入し、栽培させることに成功すると、香粧品は一般人にも広まっていった。
当時の製造法とは一線を画したビュリーの香粧品は、1806年に制定されたフランス民法典に定められた商業活動の自由を得て、さらに広がりをみせる。
ビュリーは蒸留師、調香師そして美容専門家としても一目置かれる存在となり、小説家オノレ・ド・バルザックの人間喜劇、Scènes de la vie parisienne(パリ生活風景)に分類される作品セザール・ビロトーのモデルにもなった。

## 店舗
ビュリーが作り上げた「オフィシーヌ・ユニヴェルセル」は、オフィシーヌ・ユニヴェルセル・ビュリーに名を改め、
パリをはじめソウル特別市、ロンドン、東京、ニューヨーク、台北市、香港など、国際的に展開。
パリには、6区ボナパルト通りにあるサン＝ジェルマン＝デ＝プレ店のほか、3区サントンジュ通りにマレ店がある。マレ店では、香粧品だけでなくカフェ、ドライフラワーショップも併設しており、19世紀初頭にエドゥアール・マネやジョルジュ・サンドといった文化人、社交界の人々のたまり場として名を馳せた1789年創業のグラン・カフェ・トルトーニ（Café Tortoni de Paris）を蘇らせた。
日本へは2017年4月に上陸した。現在日本は2番目に大きなマーケットで、今後インショップを含む30店の出店を目指す。
2021年10月5日（中央ヨーロッパ時間）、LVMHにより買収され、その傘下ブランドとなった。

## 商品構成
構成は3つに分かれており、
独自に開発したもの
水性香水をはじめクレンジングミルク、化粧水、中性石鹸、ろうそくなど。
オリジナルパッケージに入っているが何も手を加えていないもの
精油やクレイなど。
理美容雑貨
櫛やフェイスブラシ、ボディブラシ、歯ブラシ、爪切りなど。身だしなみに欠かせない製品を世界各地の職人から取り寄せている。
創業当初の理念を踏襲した古来の製法に忠実ながらも、改良を加え防腐剤のパラベンやフェノキシエタノール、シリコンなどを一切含まない無添加の製品を取り揃える。
原料の香りの広がりと純度を最大限に引き出すため、グリセリンやアルコールなどの香りを妨げるような成分を含まない製法を採用している。

## フレグランス
チュベローズ・デュ・メキシク（TUBÉREUSE DU MEXIQUE）
白い花の女王チューベローズに、スパイシーなクローブとバニラの香り。
ローズ・ドゥ・ダマス（ROSE DE DAMAS）
ローズのブーケにスパイスの効いたジンジャーとベチバーの香り。
スミ・ヒノキ（SUMI HINOKI）
燻したヒノキの深い香り。
アル・カシール（AL KASSIR）
ビャクダン、ゼラニウムとカルダモンのエキゾチックな香り。
ビガラード・ドゥ・セヴィーユ（BIGARADE DE SÉVILLE）
オレンジ、新鮮なミントとローズマリーの香り。
リケン・デコス（LICHEN D'ECOSSE）
苔とガルバナウムの香り。
マカサー（MAKASSAR）
ウッディな菖蒲とブロンド煙草を凝縮しブレンドしたオリエンタルな香り。
ミエル・ダングルテール（MIEL D'ANGLETERRE）
白い蜂蜜、麝香と杉の木の香り。
ベルガモット・ドゥ・カラーブル（BERGAMOTE DE CALABRE）
苦味あるオレンジとアールグレイ、ガイアックの木の香り。
ヘリオトロープ・デュ・ペルー（HÉLIOTROPE DU PÉROU）
ヘリオトロープの白い花々、トンカ豆とスミレの香り。
フルール・ドランジェ・ドゥ・ベルカンヌ（FLEURS D'ORANGER DE BERKANE）
オレンジの花と葉の香り。
ユズ・ドゥ・キソ（YUZU DE KISO）
ミント、ゲッケイジュ、柚子の爽やかな香り。

## 主な製品
オー・トリプル（EAU TRIPLE）
水をベースにした世界初の水性香水。アルコール、エタノール不使用。
オー・スゥペールフィヌ（EAU SUPERFINE）
ダマスクローズの蒸留水がベースの化粧水。
ポマード・コンクレット（POMMADE CONCRÈTE）
手の平のイラストで知られるハンドクリーム。シアバターをベースに、ごま油の特性（再生と再構築）と、蜜蝋の特性を組み合わせたもの。カモミール水が手足の肌荒れや乾燥を滑らかにする。
ユイル・アンティーク（HUILE ANTIQUE）
ボディオイル。古代ギリシアより医療や美容法で実践されてきた、浸透力を高める手法に着想を得て、入浴後、濡れたままの肌にのばす。
レ・ヴィルジナル（LAIT VIRGINAL）
ボディミルク。プトレマイオス朝時代のエジプトや古代ローマ期の伝統的な美容法から着想を得ている。
サヴォン・スゥペールファン（SAVON SUPERFIN）
植物由来の中性石鹸。 ソーダフリー、 グリセリンフリーでつくられた。
フゥイユ・ドゥ・サヴォン（FEUILLES DE SAVON）
日本の紙石鹸にインスピレーションを受けて生まれた紙タイプの石鹸。 線維素と石鹸成分で出来ており、鞄の最薄部や本のページに忍び込むほど薄く、水との接触で溶解する。
オピア・ダンテール（POPIAT DENTAIRE）
蛇のイラストで知られる歯磨剤。主成分である南フランスジェール県、カステラ・ヴェルデュザンに湧き出る温泉水は、硫酸塩、カルシウムやマグネシウムを豊富に含み、古くから喉や口内の痛みを鎮め、口臭を防ぐことで知られている。
ユイル・ヴェジタル（HUILE VÉGÉTALE）
植物油。コールドプレスなど丁寧な抽出方法を採用している。約70種。
クレーム・ポゴノトミエンヌ（CRÈME POGONOTOMIENNE）
シェービングクリーム。「ポゴノトミー（fr:pogonotomie）」とは18世紀頃の理容師達が編み出した髭剃りの作法を表す言葉。ギリシア語で髭を意味するポゴス（Pogos）と、切るという動詞のテムノ（fr:temno）に由来している。
ピエール・アリュム（PIERRE D'ALUN）
止血、清浄作用があるとして古来から治療薬として使われてきたミョウバン石。表皮の細孔を詰まらせることなく発汗を調節し、細菌を排除、体臭を防ぐ作用がある。

## カリグラフィー
クラシカルなカリグラフィーの文字入れも特徴的で、商品の箱に名前や特別な思いをスタッフが刻印するサービスがある。
石鹸（サヴォン・スゥペールファン）に好きなイニシャル（大文字2文字）をあしらえる刻印サービスにも対応。文字は17世紀のフランス人印刷専門彫刻家であるシャルル・マヴローが考案した、特有の螺旋状に交差するモノグラムを採用。